# Freckleben (Adelsgeschlecht)

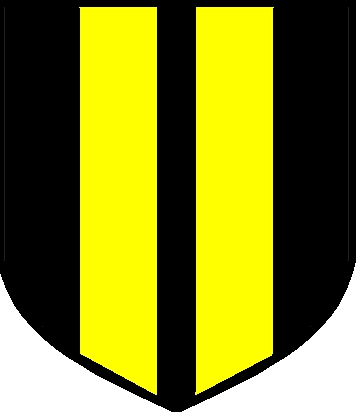
Wappen derer von Freckleben

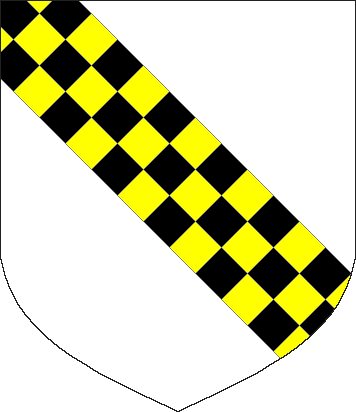
Wappen derer von Freckleben auf Schloss Schneitlingen bei Magdeburg

Die Familie von Freckleben ist eine erloschene ritterliche Ministerialenfamilie, die sich nach dem Ort Freckleben im Anhaltischen benannte.
Die Familie ist nicht identisch mit (Burg-)Graf Udo von Freckleben (* 1108/09, † 15. März 1130), dem Markgrafen der Nordmark aus dem Hause Stade, der sich auch nach Freckleben benannte.

## Geschichte
Erstere waren 1120 Milo von Freckleben und 1125 Otto von Freckleben, denen Rudolf 1150 folgte. Die Familie hatte Besitzungen in den Stiftslanden Quedlinburg, Magdeburg und Halberstadt. Sie hatte Stammsitze unter anderem auf Asseburg, Hohenerxleben, Löderburg, Plötzkau und Wallhausen. 1436 starben die Herren von Freckleben auf Plötzkau aus. Sie waren unter anderem Pfandherren auf Burg Schneidlingen im Bistum Halberstadt.

## Persönlichkeiten
- Ulrich von Freckleben, Canoniker von Naumburg (Saale) 1306, Cantor 1323, Dompropst 1336 und Domherr von Magdeburg 1343
- Dietrich von Freckleben, Domherr von Naumburg (Saale) 1316

## Wappen
Der Naumburger Domdechant und -herr Theodericus dictus de Vrekeleve führte 1315 im Siegel einen dreireihig geschachten schrägen Balken. Das Siegel des Ulrich von Freckleben von 1344 ist vierfach gespalten. Das Siegel des Ritters Rudolf von Freckleben ist 1368 dreifach von silber und schwarz und 1385 viermal gespalten, darüber ein offener Flug. Die Familie von Freckleben im Anhaltischen führte auf dem schwarzen Schild zwei goldene Pfähle. Auf dem Helm ein von Schwarz und Gold gevierter, offener Flug. 